# Liste der Bodendenkmäler in Hawangen
Auf dieser Seite sind die Bodendenkmäler in der schwäbischen Gemeinde Hawangen zusammengestellt. Diese Tabelle ist eine Teilliste der Liste der Bodendenkmäler in Bayern. Grundlage ist die Bayerische Denkmalliste, die auf Basis des Bayerischen Denkmalschutzgesetzes vom 1. Oktober 1973 erstmals erstellt wurde und seither durch das Bayerische Landesamt für Denkmalpflege geführt wird. Die folgenden Angaben ersetzen nicht die rechtsverbindliche Auskunft der Denkmalschutzbehörde.

## Bodendenkmäler in Hawangen
| Lage                    | Objekt | Akten-Nr.     | Bild           |
| ----------------------- | --- | ------------- | -------------- |
| (Standort)              | Burgstall des Mittelalters. | D-7-8027-0013 |                |
| Kirchplatz 1 (Standort) | Burgstall des Mittelalters sowie weitere mittelalterliche und frühneuzeitliche Befunde im Bereich der katholischen Pfarrkirche St. Stephan in Hawangen. | D-7-8027-0014 | weitere Bilder |
| (Standort)              | Befestigung vor- und frühgeschichtlicher Zeitstellung.                                                                                                  | D-7-8027-0015 |                |